# 情場絕橋王
《情場絕橋王》（英語：Hitch）是一部美國浪漫喜劇電影，由安迪·泰倫執導。威尔·史密斯担任主演并参与制片工作，他饰演一位爱情顾问，帮助男士通过各种花招讨得女士的芳心。于2005年2月11日上映。

## 劇情
亞歷克斯·赫金斯（Alex "Hitch" Hitchens，威尔·史密斯饰演）是纽约市的一名职业爱情顾问，他會從事這個行業其實是有原因的。原來赫金斯在大学时長相平凡，他心儀的一個女孩最後拒絕了他，讓他下定決心要從事愛情諮詢的相關工作。赫金斯認為大多數男人都會在求愛的過程中遇到困境，這種困境來自於男人試圖討取歡心時迷失了自我，因此他專門為男性顧客量身打造完美的第一形象，指导男性顧客利用各种技巧，和自己心仪的女士约会。在他的設計之下，任何長相抱歉的都會單身男子都可以改頭換面，成功抱得美人歸。
這次赫金斯接到一個不可能的任務，那就是帮助其貌不揚、個性內向的會計師阿尔伯特·布伦曼（Albert Brennaman，凯文·詹姆斯饰演）追求一位風華卓越、眼高於頂的社交名媛阿莱格拉·科尔（Allegra Cole，琥珀·瓦萊塔饰演）。赫金斯針對布伦曼的特點制定了許多解決方法，將布伦曼從頭到腳進行徹底改造，讓他在情場上游刃有餘。就在此時，一名採訪阿莱格拉的娱乐小报专栏记者莎拉·梅拉絲（Sara Melas，伊娃·曼德丝饰演）發現阿莱格拉和布伦曼的感情發展非常順利，覺得內情不單純，經過多次明查暗訪，她發現是赫金斯在背後指導布伦曼，於是她決定追查這個神秘爱情顾问的真实身份。
赫金斯看到莎拉的時候，一時驚為天人，他決定對莎拉展開追求。赫金斯設計了很多活動，和莎拉共渡美好時光，但他也發現自己傳授給別人的泡妞招數對莎拉全都不管用。就在兩人互生好感的時候，赫金斯发现自己已經不可自拔的爱上了莎拉，沒想到一名赫金斯的昔日客戶卻搞砸了一切，莎拉以為赫金斯是個為了賺錢不擇手段的人，便和他分手。於是赫金斯決定放棄一切計劃性的小花招，採取正面出擊的策略，重新對莎拉展開追求。最後，赫金斯和布伦曼都以最真挚、最自然的方式，博得了愛人的芳心。

## 演員
| 角色                             | 演員                               | 備註         |
| -------------------------------- | ---------------------------------- | ------------ |
| 亞歷克斯·赫金斯 Alex Hitchens    | 威爾·史密斯 Will Smith             | 愛情諮商專家 |
| 莎拉·梅拉絲 Sara Melas           | 伊娃·曼德絲 Eva Mendes\|Eva Mendes | 女記者       |
| 阿爾伯特·布倫曼 Albert Brennaman | 凱文·詹姆斯 Kevin James            |              |

## 反响
该片总体反响较好，在知名电影评论者中，该片获得了68%的好评，而从顶级影评人那里，获得了61%的好评，而烂番茄网站用户则给予该片73%的好评。在Metacritic上，该片获得58分（满分100分），大致处于平均水平。该片在全美票房毛入账$179,495,555，这使得它在2005年票房收入上位列前十，也是哥伦比亚电影公司当年为数不多的成功。在全球，总票房为$368,100,420，打破了索尼最佳浪漫喜剧电影的开画首周周末票房成绩（入账$50,657,656）。